# داغ هارايد
داغ هارايد (بالنرويجية البوكمول: Dag Hareide)‏ هو عالم اجتماع وكاتب نرويجي، ولد في 24 فبراير 1949 في أوسلو في النرويج.

## وصلات خارجية
- داغ هارايد على موقع IMDb (الإنجليزية)